# 岩村電気軌道
岩村電気軌道（いわむらでんききどう）は、かつて岐阜県恵那郡大井町・岩村町（いずれも現・恵那市）間に存在した路面電車を運営していた軌道事業者である。副業として同地域一帯に電力を供給していた。岐阜県初の私鉄である。

## 概要
鉄道省（国鉄）中央本線大井駅（現・恵那駅）から岩村町への便を図るため、同町出身の県会議員・衆議院議員を歴任していた浅見與一右衛門により、1903年（明治36年）に岩村電気鉄道（いわむらでんきてつどう）として会社が設立された。まもなく、岩村電気軌道へ社名を改めている。将来的には名古屋方面への延伸と国鉄への編入を構想していた。
1906年（明治39年）に軌道線（路面電車）を開業させた。1908年（明治41年）度には、乗客は月平均3,339人、貨物は月平均10万5051貫を運んだ。主な貨物は、木材・繭・肥料・穀物・味噌・溜まり醤油などであった。
その後、不況のため経営が落ち込んだことから、電力事業により苦境を脱しようとしたが、株式の払込も芳しくなく資金難に直面した。そのときに登場したのが各地の電力会社や鉄道会社（電気軌道、軽便鉄道）の設立に参画し、電気王とよばれた才賀藤吉であった。彼は会社の重役に収まると資金を提供し（損失の補填と新規事業に投じられた）、そして発電機の増設を行い、岩村、大井、長島の各町村に電灯が点るようになった。この電力事業により社業が軌道に乗り1909年（明治42年）に、盛大な開通式典を催している。
その後、電灯事業および軌道事業の業績は良好であったが、電力王と呼ばれた福澤桃介により矢作川上流に水力発電所を造ることになり、発電所建設の資材輸送としての役目も担うことになった。しかしその能力（電力、貨車とも）が不足しておりそれに投資する余力もなかったので、矢作水力に岩村電気軌道は合併されて矢作水力線となった。また浅見はその取締役に就任した。
また、小澤停留場の近くには矢作水力経営の小澤遊園地が造られた。その遊園地内には、ラジウム鉱泉「鹿の湯」、温泉旅館「志喜野華圓」、「小澤の瀧」、橋、岩村の料理旅館「水半」経営による売店「吾妻家」が設けられ、売店では生ビールや恵那地方の名物五平餅などが提供されていた。 
1929年（昭和4年）に発行された『矢作水力株式会社 十年史』なる本の中には、以下の記述がある（漢字は新字体とした）。 

五、電車経営
中央線大井駅より恵那郡岩村町に至る線路亘長七哩（マイル）・五五の電車経営は岩村電気軌道株式会社合併後その設備の改善が焦眉の急であつた。即ち当社は東濃電化株式会社より受電することゝし、更に小沢発電所の設備及送電線を改善した。又、岩村電車停留場と矢作索道停留場間二三鎖を連絡して貨物積卸の不便を除き、電車沿線にある小沢の瀧、鹿の湯鉱泉の勝地設備を改良して旅客吸引に努めた。車両は合併当時客車三台貨物四台であつたが、現在では客車五台貨物五台を以て運転してゐる。

軌道線は国鉄明知線（現・明知鉄道）の開通により、輸送量が激減したことから、軌道廃止にともなう補償をうけることになり、1935年（昭和10年）に全廃された。
会社はその後も電力会社として残り、幾多の変遷を経て、中部電力株式会社に統合されている。

## 会社沿革
- 1903年（明治36年）6月25日 岩村電気鉄道株式会社設立。[9][10]
- 1906年（明治39年）12月5日 軌道事業を開始
- 1907年（明治40年）11月 電力供給事業を開始
- 1907年（明治40年）12月21日 岩村電気軌道株式会社に改称[2]
- 1920年（大正9年）3月29日 矢作水力株式会社に合併される[11][12]
- 1920年（大正9年）6月1日 岩村 - 岩村索道間特許申請不許可[13]
- 1935年（昭和10年）1月30日 軌道事業から撤退[14]
- 1938年（昭和13年） 東濃地方の電力会社が統合、中部合同電気株式会社となる
- 1942年（昭和17年）4月 中部配電株式会社に合併される
- 1951年（昭和26年）5月1日 中部配電が解散し、中部電力株式会社が新たに設立される

## 保有路線

### 路線データ
1934年（昭和9年）当時
- 路線距離：岩村 - 大井間12.6 km
- 電化方式：直流600 V
- 複線区間：なし（全線単線）
- 停留場数：5以上

### 運行概要
1924年（大正13年）10月1日当時
- 運行本数：全線10往復
- 所要時間：大井 - 岩村間60分

1930年（昭和5年）10月1日当時
- 運行本数：全線11往復（1934年当時の明知線は7往復）
- 所要時間：大井 - 岩村間49分（1934年当時の明知線は44分 - 51分）

### 路線沿革
- 1906年（明治39年）12月5日 岩村停留場 - 大井停留場間が開業[15]
- 1920年（大正9年）9月以前 中切停留場が開業[12]
- 1933年（昭和8年）5月24日 国鉄明知線 大井駅 - 阿木駅間が開業[15]
- 1934年（昭和9年）
  - 1月26日 明知線 阿木駅 - 岩村駅間が延伸開業[15]
  - 4月1日 運転休止
- 1935年（昭和10年）1月30日 全線廃止[15]

### 停留場
1934年（昭和9年）当時
大井停留場 - 小沢（おさわ）停留場 - 中切停留場 - 箕之輪停留場- 岩村停留場
- 大井 - 小沢間には円通寺前、東野口、駒瀬の各停留場が、小沢 - 箕之輪間には山王下、飯羽の各停留場が存在したが、開業日および詳しい位置は不明。円通寺前停留場は正家停留場、東野口停留場は向島停留場とする場合もある。

### 接続路線
- 大井停留場：中央本線・明知線（大井駅）、北恵那鉄道大井線（新大井駅）
- 岩村停留場：明知線（岩村駅）

## 輸送・収支実績
| 年度 | 輸送人員（人） | 貨物量（トン） | 営業収入（円） | 営業費（円） | 営業益金（円） | その他益金（円）                   | その他損金（円） | 支払利子（円） |
| ---- | -------------- | -------------- | -------------- | ------------ | -------------- | ---------------------------------- | ---------------- | -------------- |
| 1908 | 39,948         | 6,870          | 14,853         | 15,367       | ▲ 514          | 8,208                              |                  |                |
| 1909 | 48,006         | 6,215          | 17,324         | 10,585       | 6,739          | 電燈電力7,784利子1,954             |                  | 8,156          |
| 1910 | 55,130         | 6,626          | 20,711         | 14,313       | 6,398          | 電燈電力10,362不要品売却259利子102 | 諸雑費1,567      | 3,881          |
| 1911 | 64,596         | 7,624          | 23,184         | 17,932       | 5,252          | 利子1,951                          |                  |                |
| 1912 | 64,896         | 7,499          | 22,187         | 18,269       | 3,918          | 電燈10,920電力194利子43その他1,643 | 電燈電力1,665    | 2,790          |
| 1913 | 63,277         | 7,830          | 22,031         | 17,974       | 4,057          | 電燈電力14,254その他2              | 1,620            | 2,963          |
| 1914 | 59,143         | 7,583          | 21,555         | 12,051       | 9,504          | 電気供給16,129利子66               | 電気供給9,073    | 2,793          |
| 1915 | 57,007         | 6,435          | 19,742         | 11,345       | 8,397          | 電気供給17,473利子323              | 電気供給9,484    | 2,768          |
| 1916 | 68,955         | 9,174          | 26,827         | 13,808       | 13,019         | 20,600                             | 13,655           |                |
| 1917 | 94,001         | 13,670         | 35,942         | 18,798       | 17,144         | 電気供給31,036                     | 18,974           |                |
| 1918 | 117,864        | 17,479         | 49,002         | 30,266       | 18,736         | 25,403                             | 21,818           | 1,183          |
| 1919 | 142,724        | 20,050         | 77,703         | 45,465       | 32,238         | 35,602                             | 25,285           |                |
| 1920 | 133,793        | 22,359         | 74,081         | 54,947       | 19,134         |                                    |                  |                |
| 1921 | 156,632        | 21,654         | 100,813        | 75,054       | 25,759         |                                    |                  |                |
| 1922 | 154,772        | 20,795         | 108,269        | 78,704       | 29,565         |                                    |                  |                |
| 1923 | 164,561        | 17,692         | 93,491         | 74,312       | 19,179         |                                    |                  |                |
| 1924 | 183,090        | 18,535         | 103,091        | 76,559       | 26,532         |                                    |                  |                |
| 1925 | 180,089        | 18,716         | 101,715        | 73,901       | 27,814         |                                    |                  |                |
| 1926 | 180,607        | 14,130         | 107,682        | 70,932       | 36,750         |                                    |                  |                |
| 1927 | 175,137        | 14,560         | 85,923         | 74,112       | 11,811         |                                    |                  |                |
| 1928 | 191,516        | 12,350         | 78,451         | 66,114       | 12,337         |                                    |                  |                |
| 1929 | 198,448        | 9,825          | 67,027         | 52,423       | 14,604         |                                    |                  |                |
| 1930 | 194,120        | 8,200          | 51,990         | 44,536       | 7,454          |                                    |                  |                |
| 1931 | 152,219        | 9,143          | 56,206         | 40,803       | 15,403         |                                    |                  |                |
| 1932 | 142,344        | 8,401          | 48,346         | 36,232       | 12,114         |                                    |                  |                |
| 1933 | 119,022        | 7,279          | 43,775         | 37,447       | 6,328          |                                    |                  |                |

- 鉄道院年報、鉄道院鉄道統計資料、鉄道省鉄道統計資料、鉄道統計資料各年度版

## 車両
開業時に用意された車両は日本車輌製造製の電動客車1両と電動貨車2両。1912年までに電動客車1両を増備し1917年にも電動客車1両を増備。1919年に伊藤商事より京都電気鉄道の電動客車3両(4-6)を購入。廃止時には電動客車5両電動貨車5両なお鉄道統計資料では年ごとの両数の変動が大きい